# Sint Laurensfonds
Het Sint Laurensfonds is een Nederlands vermogensfonds dat is gevestigd te Rotterdam en daar in 1651 is opgericht. Het in de rooms-katholieke charitas wortelende fonds wordt ingezet om de sociale infrastructuur in de regio Rotterdam te verbeteren. Dit gebeurt door maatschappelijke organisaties te ondersteunen die voorzien in materiële en geestelijke behoeften van jeugdigen en ouderen.

## Geschiedenis
In 1651 werd te Rotterdam de Gemene Armenbeurs opgericht, een instelling die zich inzette voor liefdadigheid aan armen, zieken, wezen en bejaarden. In 1857 veranderde de naam in R.K. Parochiaal Armbestuur (RKPA) van Rotterdam. Na 1893 hield dit bestuur zich nog uitsluitend bezig met de exploitatie van wees- en armenhuizen.
In 1950 werd het Sint Laurensinstituut opgericht als voortzetting van het Parochiaal Armbestuur. Daarmee was een einde gekomen aan de rol van zorgverlener. Het nieuwe Sint Laurensinstituut vervulde alleen nog de rol van financier. In 2009 werd de naam gewijzigd in Sint Laurensfonds. Het fonds zet de financiële erfenis van de katholieke charitas van Rotterdam in om kwetsbare bevolkingsgroepen in de stad te steunen.

## Middelen
De geldmiddelen komen beschikbaar uit het vermogen dat opgebouwd is uit legaten. Een deel van het vermogen is belegd in effecten en onroerende zaken, in het bijzonder landerijen.